# Rata Mons
Il Rata Mons è una struttura geologica della superficie di Io.